# Cambazlı
Cambazlı, auch Canbazlı ist ein Ort in der antiken Landschaft Kilikien, heute im Landkreis Silifke der türkischen Provinz Mersin. Der Ort liegt etwa 25 km nordwestlich von Kızkalesi an der Straße, die nach Uzuncaburç führt. In der Antike verband sie die Orte Korykos und Diokaisareia.

## Sehenswertes
Im Ort liegen die Relikte von verschiedenen antiken Gebäuden, die darauf hindeuten, dass der Ort in hellenistischer, römischer und byzantinischer Zeit bewohnt war. Über den antiken Namen des Ortes ist nichts bekannt. Zu den Bauwerken gehören die beachtlichen Reste einer byzantinischen Kirche. Es handelt sich um eine dreischiffige Emporenbasilika aus dem fünften Jahrhundert, die von einer Mauer umschlossen ist, für die römische Spolien verwendet wurden. Richard Bayliss ist allerdings der Meinung, dass die Mauer nicht die Begrenzung eines Temenos, sondern die frühbyzantinische Befestigung des Kirchenbezirks darstellt.
Daneben sind in der Umgebung zahlreiche Felsgräber, Sarkophage und Hausgräber zu sehen. Das bemerkenswerteste davon liegt mitten im Dorf auf einem Hügel. Die geschlossenen Seiten- und die Rückwand stehen noch bis fast zur Dachhöhe, an der Front ist eine korinthische Säule erhalten, die noch ein Fragment des Giebels trägt.
Funde aus Cambazlı sind im Archäologischen Museum Silifke ausgestellt.

## Bilder

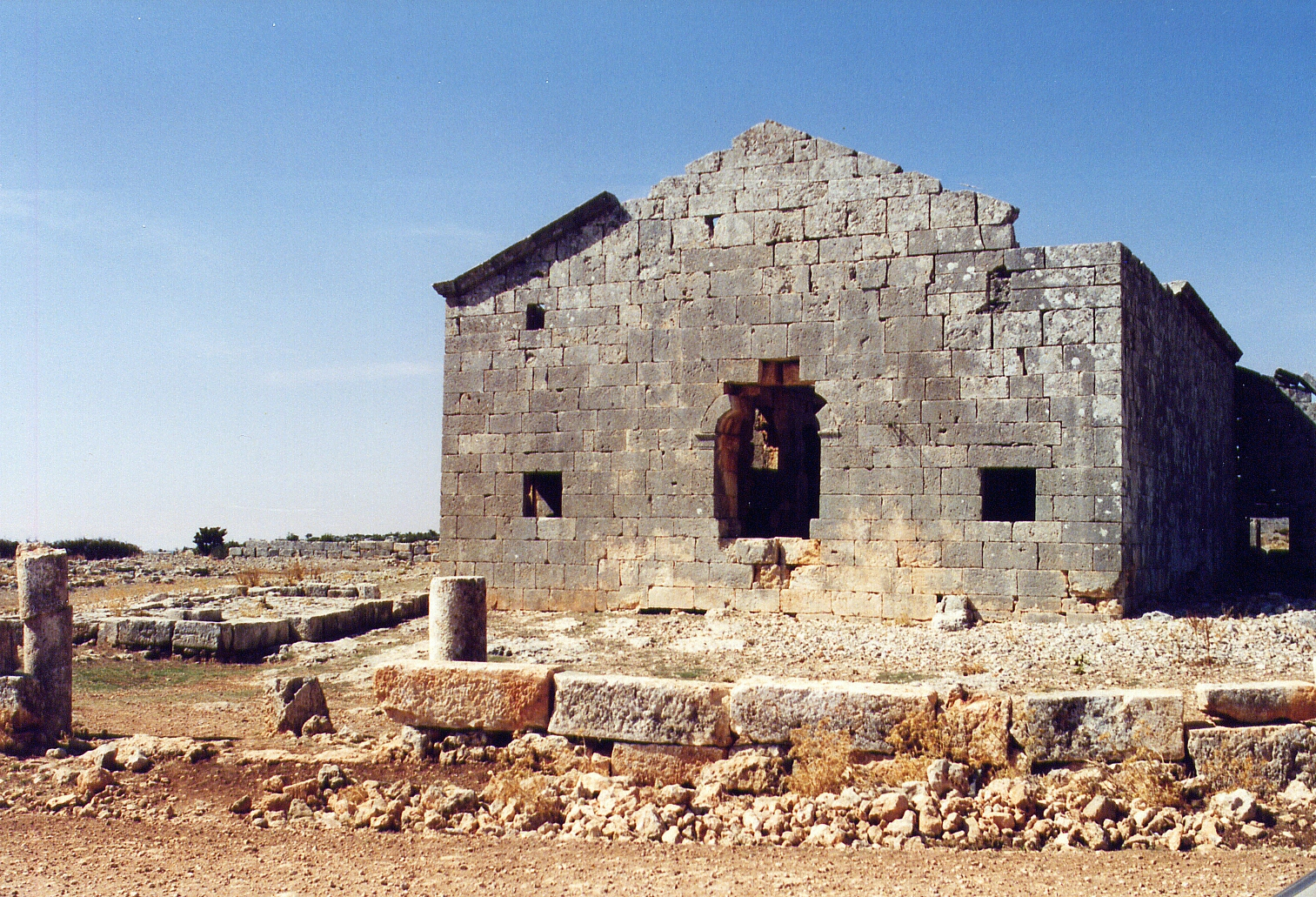
Byzantinische Basilika
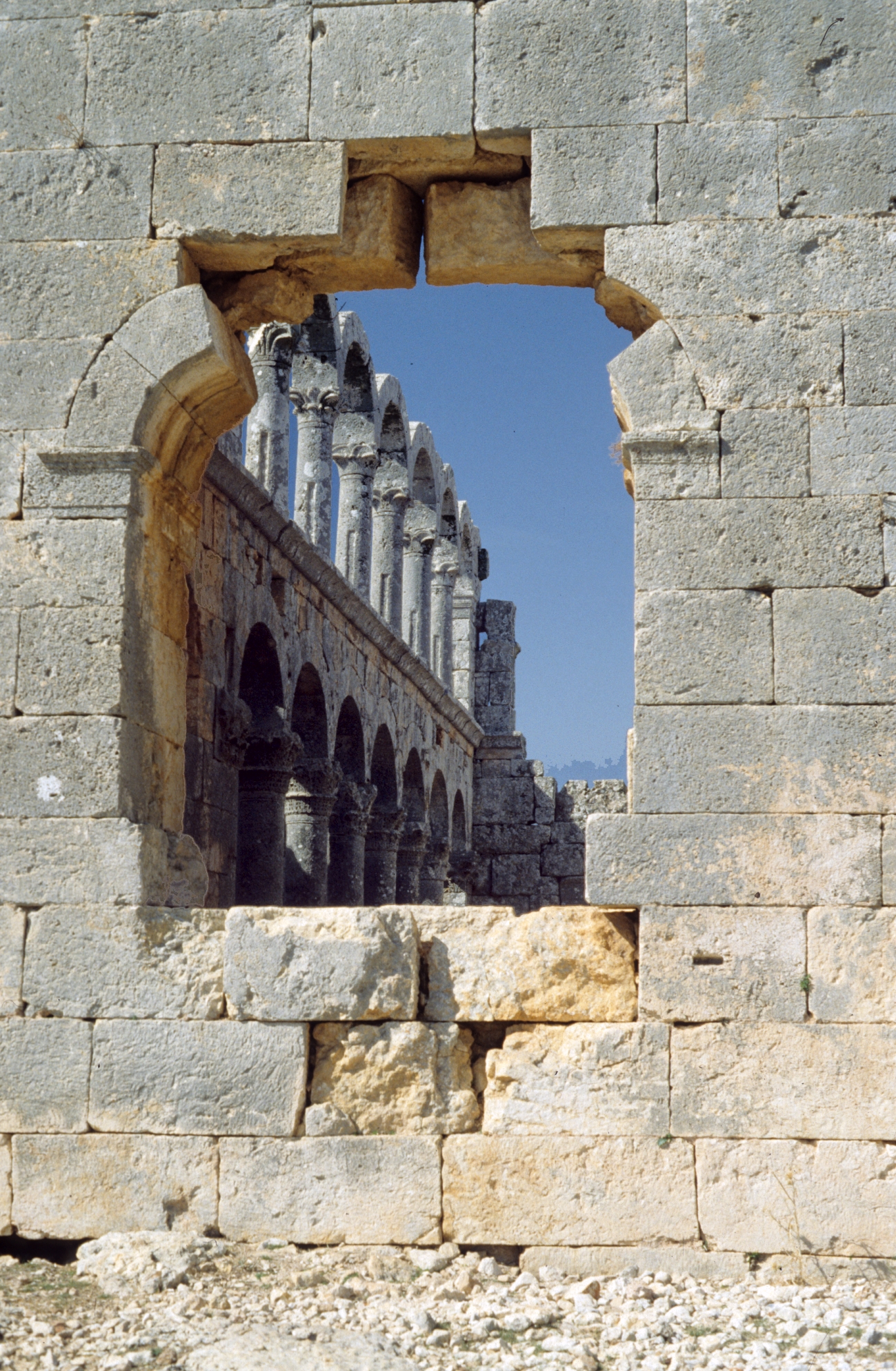
Einblick
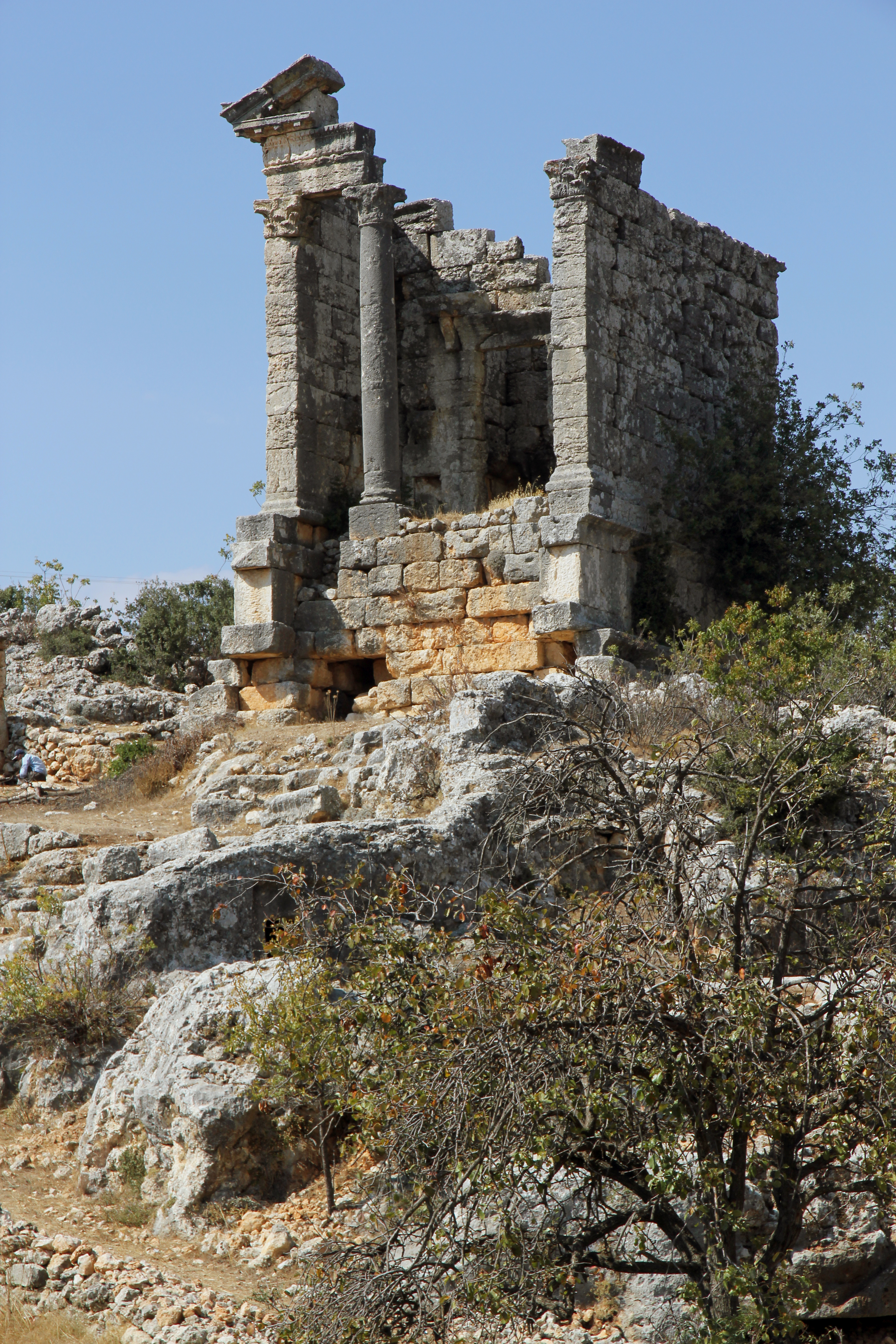
Römisches Hausgrab